# Hellénisme (religion)
Cet article concerne une religion polythéiste actuelle. Pour l'étude de la culture de la Grèce antique, voir Hellénisme.
 (mars 2022).

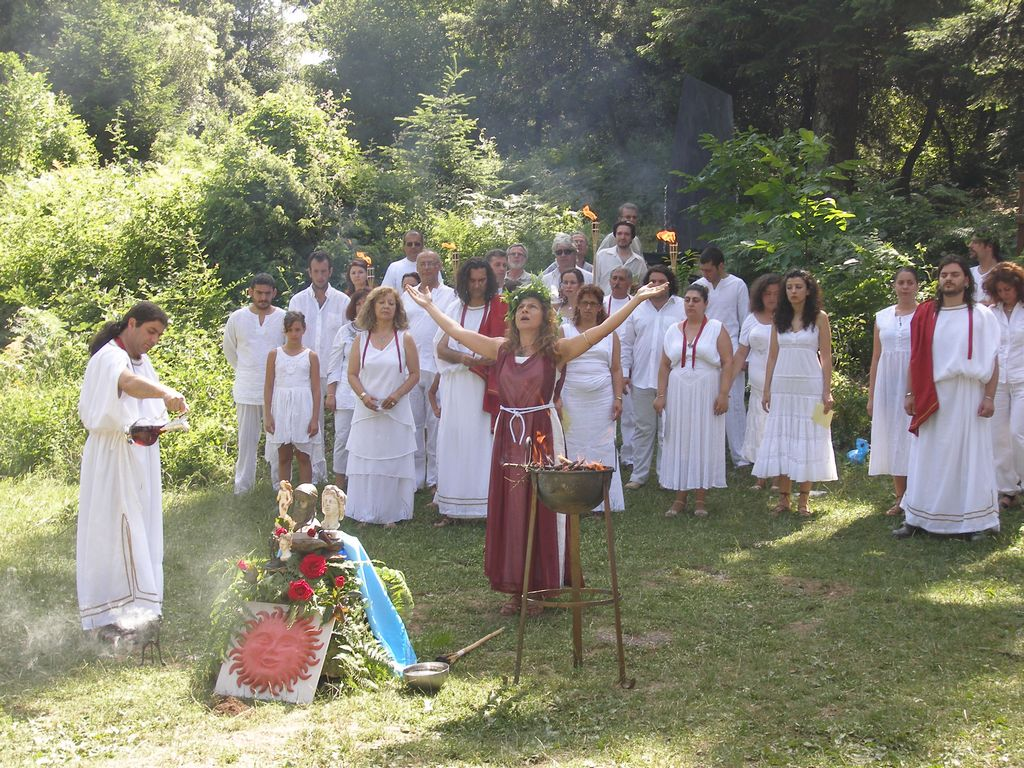
Cérémonie du culte hellénique en 2010.

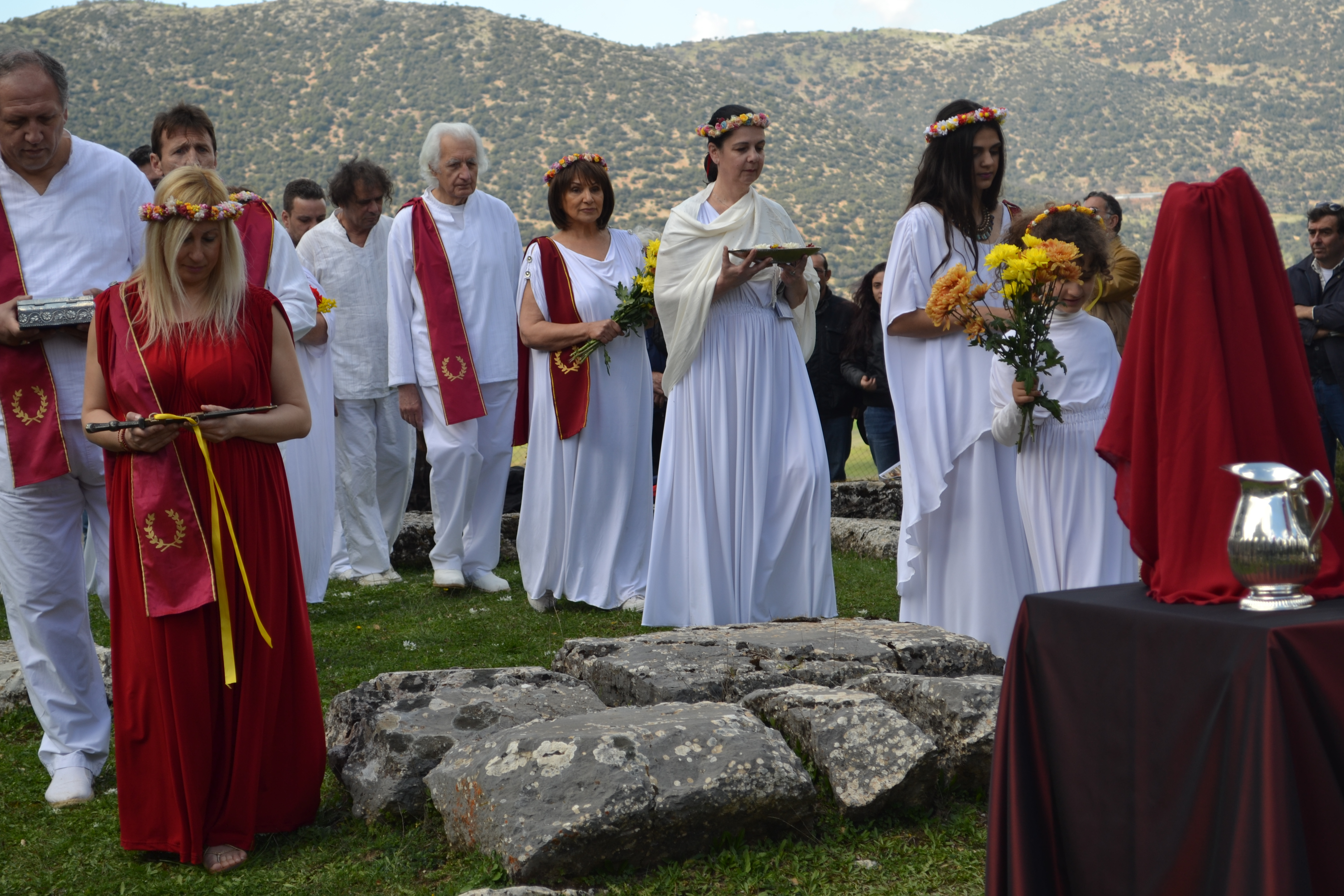
Célébration de l'équinoxe de printemps 2016 sur le site d'un ancien temple de la déesse Artémis, dans le Péloponnèse.

L’hellénisme en tant que religion moderne est la résurgence contemporaine de la religion grecque antique, interdite par l'empereur Théodose en 392 et 393. Il se nomme aussi Hellenismós (nom choisi par l'empereur Julien au IVe siècle pour désigner le paganisme gréco-romain face au christianisme), « Religion grecque » ou « paganisme hellénique », parfois « Culte des Douze Dieux » (de l'Olympe) — en grec Dodekatheismós. Elle se base sur la vénération des dieux grecs et s'intègre dans la mouvance du néopaganisme, pouvant être accompagnée d'autres pratiques comme la célébration des fêtes occidentales (beltaine, imbolc, ostara, yule…), la sorcellerie ou d'autres pratiques spirituelles, ésotériques ou occultes.
Dans l'antiquité, la religion grecque antique n'avait pas de nom spécifique, et n'en avait pas besoin : par Hellenismós, Julien entendait autant une culture et un mode de vie (une civilisation), un humanisme qu'une « religion » au sens que l'on donne à ce mot au XXIe siècle.

## Histoire

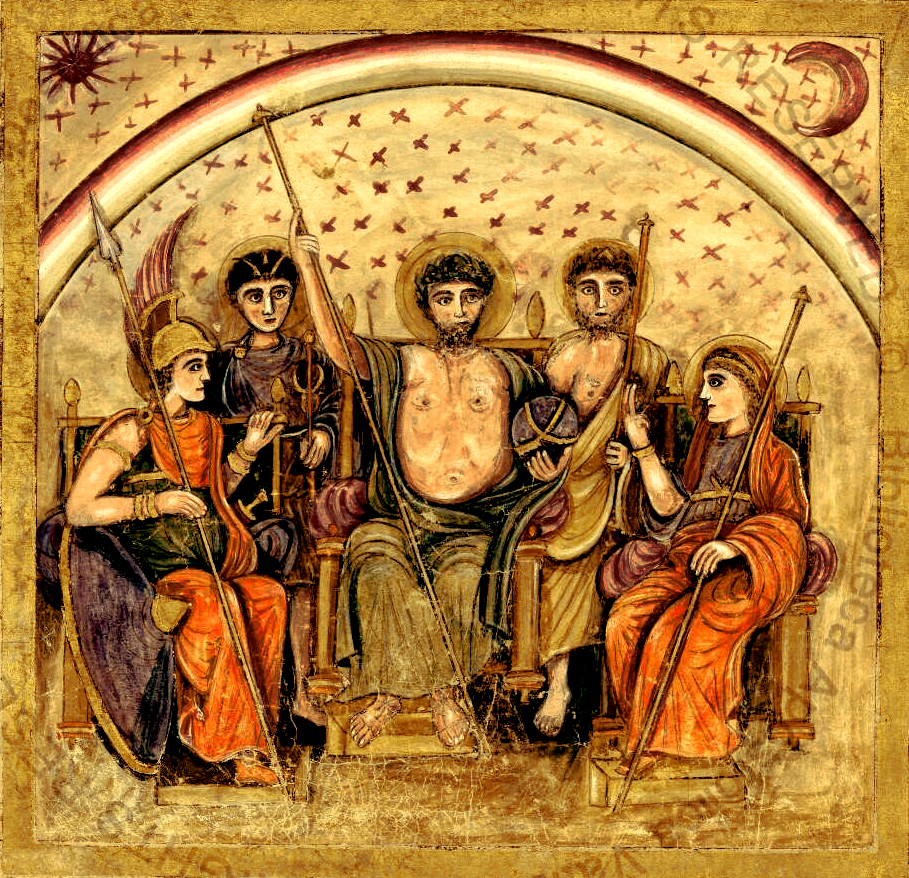
Assemblée des Dieux.
Illustration du codex Vergilius romanus, folio 234,, Bibliothèque apostolique vaticane

Les philosophes néoplatoniciens, héritiers de l'École néoplatonicienne d'Athènes, disparaissent aux Ve et VIe siècles ; certains passent au christianisme (on les retrouvera à Mistra, également en Laconie), d'autres, réfugiés à Harran, irriguent le soufisme et le chiisme.
Il faut attendre la Renaissance pour voir une première résurgence du paganisme helléniste. Stimulés par l'arrivée en Italie d'intellectuels byzantins fuyant les Ottomans (Gemiste Pléthon, Basilius Bessarion…), les néoplatoniciens connaissent alors une renaissance à Florence et à Rome. Un cercle secret se constitue en Italie et pratique son culte jusqu'à ce que la répression de l'Église le disperse.
À l'époque classique et néoclassique, le culte de l'Antiquité se continue dans les beaux-arts (peinture, culture) et la littérature. L'Antiquité païenne et ses mythes fournissent de nombreux sujets. Il s'agit avant tout d'un intérêt esthétique. Mais ces œuvres véhiculent aussi (même inconsciemment) une vision du monde, une morale et une spiritualité. Le culte du beau était au centre de l'hellénisme ancien comme culte du vrai.
Les révolutionnaires américains et français prennent leurs modèles à Sparte, à Athènes et à Rome. Les cultes révolutionnaires en France s'inspirent de modèles antiques pour leurs mises en scène. Le culte de la Raison fait penser à celui des entités et abstractions personnifiées, des hypostases divines, culte bien connu dans la Grèce ancienne et à Rome (Tyché, Péitho, etc.).
Actuellement, dans les collèges et lycées, l'étude des langues et civilisations anciennes, dont les mythes, la culture classique favorise, chez les personnes qui s'intéressent à la culture, une familiarité avec le paganisme gréco-romain.
Puis avec le romantisme, plusieurs poètes anglais sont proches d'une sensibilité, voire d'une spiritualité néohellénique (Lord Byron, Mary Shelley). En France, on peut citer Louis Ménard dont les poésies exaltent le paganisme antique. Parmi les spécialistes de la Grèce ancienne, Walter F. Otto se situait dans le même courant spirituel. Parmi les philosophes contemporains, le nom de Heidegger doit occuper la première place dans cette perspective. Mais, sauf pour les néoplatoniciens de la Renaissance, il ne s'est jamais agi d'une restauration des cultes et des pratiques, qui n'apparaît que dans les années 1970, d'abord dans les universités américaines, puis en Grèce et dans le reste de l'Europe avec la quête d'identité qui se répand depuis la chute du « rideau de fer » (renaissance du paganisme balte, essor des odinistes en Islande et en Scandinavie…).

## Mouvements hellénistes
Une organisation officielle, YSEE (Conseil suprême des Hellènes Nationaux), a été créée en juin 1997 à Athènes dans le but de faire reconnaître cette religion au niveau international et d'en défendre les croyants contre les persécutions, à l'époque de l'interdiction de la religion hellène. Une communauté a été créée en 1999 en Australie. La YSEE est membre de la WCER (Congrès mondial des religions ethniques) dont le but est de rassembler les religions polythéistes d'Europe et du monde entier sur une base sérieuse et refusant les dérives sectaires.
Ellinaïs fondée en 2005 est une organisation religieuse basée à Athènes pour regrouper les polythéistes olympiens de Grèce. Ellinaïs revendique que ses rituels puissent se dérouler sur les sites des anciens sanctuaires olympiens.
La Societas hellenica antiquariorium anime le site Dodecatheonqui soutient la thèse d'une existence continue mais secrète de petits groupes attachés à la pratique de l'ancienne religion en Grèce, depuis les persécutions chrétiennes, et qui refont surface aujourd'hui.La philosophie de ce groupe est plutôt orphique.
La Church of Hellenes est un couple de personnesqui se définit comme «un organe de guerre spirituelle» (an organ of spiritual warfare) dont l'objectif est l'«extermination en bloc des croyances opposées à l'hellénisme» (exterminates wholesale the anti-Hellenic beliefs) et qui cherche plus particulièrement à «libérer la Grèce de la dictature de la secte des Nazaréens» (To liberate Hellas from the dictatorship of the sect of nazarenes) . Ce site définit ainsi le christianisme comme une «fraude» qui a «amené la haine, les massacres et le mal» (brought hatred, slaughter and evil).
Aux États-Unis, de nombreux groupes on-line ou off-line existent qui en réunissent les sympathisants et les pratiquants. Ils sont en général sans liens avec YSEE, plutôt centrés sur les personnes d'origine grecque et parfois même méfiants vis-à-vis des non-Grecs de souche.
Le groupe Neos Alexandriapratique un syncrétisme gréco-égyptien.
La plupart des néohellénistes (en dehors de la Grèce) sont jeunes et éduqués. Ils sont le plus souvent des libéraux au sens américain du terme voir des libertaires. Cela les distinguent profondément de leurs coreligionnaires grecs, plutôt proches soit du socialisme, soit du nationalisme, soit des deux (en lutte contre la confusion idéologique de l'Église orthodoxe et contre la «dilution» de l'identité grecque dans la mondialisation).

## Une communauté aux multiples visages, éparpillée et divisée
Malgré son faible nombre, la communauté est éparse et divisée. Religion non dogmatique, ce sont moins les croyances qui unissent, que de communes références diversement interprétées. Pour une grande part, il s'agit d'une communauté virtuelle dont les groupes de discussions sur Internet sont régulièrement empoisonnés par des querelles byzantines ou des affrontements personnels, ou bien entrant plus ou moins vite en léthargie. Les occasions de rencontres helléniques dans le monde réel sont rares, et il n'y a pas d'études régulières ni de continuité de transmission.
Le fondateur et leader du groupe «hellenismos.us» a entrepris une campagne de critique contre les autres groupes et les autres personnalités du mouvement, cherchant à imposer sa perspective personnelle du reconstructionnisme. Ce qui entre clairement dans la définition d'une «dérive sectaire».
La communauté est divisée entre:
- Reconstructionistes, eux-mêmes de plusieurs types mais attachés à la recréation des rites et pratiques antiques. Souvent, faute de mieux, parce que chaque polis avait son propre cycle de célébrations, ils suivent le calendrier athénien ancien, le mieux connu, pour leurs rituels et festivals[9]. Neos-Alexandria suit pour sa part le calendrier macédonien.

Ces milieux, souvent composés d'universitaires ou de personnes diplômées en littérature, langues et civilisations anciennes, sciences des religions ou histoire, sont très intellectuels et férus de développer leurs connaissances des pratiques authentiques de l'Antiquité. À ce titre, ils s'apparentent aux pratiques de l'archéologie expérimentale.
- Wiccans helléniques sont des wiccans qui travaillent avec les divinités grecques et qui suivent quelques usages helléniques transposés dans un contexte wiccan.

- «Modernistes», parfois éclectiques et syncrétistes, néopaïens hellénistes portés sur les adaptations, les emprunts et les innovations. Ils adorent les dieux grecs selon leur inspiration davantage que selon la tradition. Ils peuvent emprunter à l'occasion rites et pratiques à d'autres traditions en les adaptant. Ils accordent ainsi une grande place aux U.P.G. (Unverified Personal Gnosis).

Par exemple, une question âprement débattue est celle de savoir si l'on peut créer de nouveaux festivals. Les reconstructionistes stricts y répondent négativement.
D'autre part, du point de vue de la spiritualité, on peut distinguer:
- ceux qui se basent sur Homère et Hésiode;
- les orphiques et mystiques (auxquels on peut adjoindre les dévots de Dionysos souvent adeptes de pratiques chamaniques) ;
- les néoplatoniciens.

Il faut encore distinguer entre Hard polytheists et Soft polytheists, mais cette distinction traverse aussi les khémétistes et les adeptes de la Religio Romana. Les premiers croient en l'individualité de chaque dieu. Les seconds pensent que tous les dieux sont des émanations ou des formes d'un seul ou de quelques-uns.

## Croyances et pratiques
Les douze divinités principales, siégeant à l’Olympe, sont Zeus, Poséidon, Hadès, Héra, Athéna, Aphrodite, Apollon, Artémis, Arès, Hermès, Dionysos et Héphaïstos. Les dieux les plus vénérés sont Apollon, Dionysos, Athéna, Aphrodite, Artémis, Hécate, Hestia, Hermès, Déméter et Perséphone. Rares par contre sont les cultes réguliers à Poséidon (pourtant très présent dans les coutumes des marins au XIXe siècle), Arès, Héphaïstos... Même Zeus est finalement peu vénéré, et vu comme un dieu lointain. Des héros antiques, Héraclès et Achille sont les plus prisés.
La question d'avoir un dieu-patron (ou une déesse-patronne) est disputée. Certains y voient une contamination de la Wicca. Par contre, il existe des thiases (thiasoi) qui regroupent les fidèles et dévots d'une même divinité.
Par la force des choses, les rites domestiques et solitaires prédominent. La question d'un éventuel retour à des pratiques sacrificielles est source de divisions. Par contre, offrandes végétales ou carnées et libations sont courantes, prières, chants, musiques, encens, bougies accompagnent le culte. Certains célèbrent autant qu'ils le peuvent en grec ancien (attique). Dans ce cas, ce sont des textes (péans, hymnes homériques ou orphiques)  qui sont lus dans cette langue. D'autres, les plus nombreux, prient et célèbrent dans leur langue maternelle.
La divination est souvent partie intégrante de cette religion, pratiquée selon divers modes, anciens ou modernes (tarots).
Quelques individus ou groupes s'essaient à reconstruire les cultes à mystères (Mystères d'Éleusis...) qui fascinent les esprits. Mais la faiblesse de la documentation fiable rend l'entreprise hasardeuse et souvent on emprunte plus au culte Rose-Croix, à la franc-maçonnerie et à la Golden Dawn ou à l'Ordo Templi Orientis, qu'à la Grèce à proprement dite.

## Éthique
De l’éthique héroïque homérique aux diverses éthiques philosophiques de l’Antiquité, le spectre des références est large.
Néanmoins quelques principes reviennent constamment:
- eusébia ou piété et respect des Dieux
- sophrosyne: tempérance, modération
- réciprocité
- xenia ou hospitalité

Les maximes delphiques («Connais-toi toi-même», «rien de trop», etc.) sont également souvent citées.
L'exigence de la réciprocité fait que les hellénistes ne refusent pas le conflit; ne pas défendre son ami, c'est pour eux se déshonorer. La recherche de la gloire et de la richesse peut même être encouragée, mais contrebalancée par la pratique de l'hospitalité et de l'évergétisme.
L'Hellénisme ignore la notion de péché et encore plus celle de «péché originel»: les païens helléniques ne recherchent ni rédemption ni salut. D'une manière générale, le souci de l'après-mort les préoccupe peu. Par contre, l'Hellénisme connaît la notion de miasma, souillure matérielle et morale dont il faut se purifier (le sang, le sperme, la mort sont des miasmes).
L'hybris est le principal vice. Elle consiste en une audace irraisonnée qui fait oublier à l'homme ses limites et sa condition, l'amenant ainsi à outrager les Dieux en leur manquant de respect. L'homme se heurte ici au destin dont, selon certains, Zeus est le maître, tandis que d'autres, à la suite d'Homère, le placent au-dessus de la volonté même du Père des Dieux et des hommes.
C'est pourquoi une conduite raisonnable et rationnelle est valorisée. Raison et religion ne s'opposent pas parce que la philosophie, ou amour de la sagesse, est fille du culte delphique, le premier centre de sagesse en Grèce ancienne. De même, la science et la foi ne sauraient être opposées, pas plus que la première ne peuvent entrer en conflit avec la seconde (ce qui fut quand même parfois le cas dans l'Antiquité).
Le culte du beau, fondamental dans cette religion, car manifestation de l'harmonie du monde dont les Dieux sont le foyer et leur culte le garant, conduit à valoriser le corps et la vie sexuelle, libéré des tabous des religions monothéistes (ce qui ne veut pas dire licence ou culte de la pornographie).